# Cosmonauti perduti
Vengono definiti cosmonauti perduti o anche cosmonauti fantasma alcuni cosmonauti sovietici che, secondo alcune teorie del complotto e leggende urbane, sarebbero deceduti nel corso di missioni spaziali, ma la cui esistenza non è mai stata confermata da evidenze oggettive.
L'Unione Sovietica ha riconosciuto come vittime del proprio programma spaziale solo i cosmonauti della Sojuz 1 e della Sojuz 11.

## Storia
Nel 1959 lo scienziato Hermann Oberth disse che nel 1958 era morto un cosmonauta lanciato in un volo suborbitale dal Cosmodromo di Kapustin Jar, ma non volle riferirne la fonte. Nel dicembre dello stesso anno, l'agenzia italiana Continentale diede la notizia che, secondo un alto esponente del Partito Comunista Cecoslovacco, tre cosmonauti sovietici sarebbero morti in altrettanti voli suborbitali. Le voci vennero alimentate anche da fotografie di uomini in tuta spaziale pubblicate nel 1959, sia dal settimanale sovietico Ogonëk, che dal quotidiano serale di Mosca; i nomi di questi uomini apparivano nelle didascalie, ma in seguito risultò che essi, Belokonov, Kačur, Gračov, Michailov e Zavadovskij, non avevano mai preso parte a voli spaziali; pertanto i fautori della teoria sui cosmonauti perduti ritennero che fossero deceduti nel corso di missioni spaziali segrete.
Il 15 maggio 1960, mentre si trovava in Unione Sovietica, lo scrittore Robert Heinlein venne informato da un cadetto dell'Armata Rossa che quello stesso giorno i sovietici avrebbero lanciato un cosmonauta in un volo orbitale, ma un cattivo funzionamento dei retrorazzi avrebbe causato la perdita del veicolo spaziale al momento del rientro sulla Terra. Il 10 aprile 1961, due giorni prima del volo di Jurij Gagarin, il giornalista Dennis Ogden, corrispondente del giornale comunista britannico The Daily Worker, scrisse che pochi giorni prima, esattamente il 7 aprile 1961, i sovietici avevano lanciato un uomo nello spazio; alla notizia un corrispondente francese a Mosca, Eduard Brobovski, il giorno successivo fece il nome di Vladimir Il'jušin. Secondo alcune fonti, la presunta vedova di Anatolij Tokov, uno dei cosmonauti scomparsi misteriosamente, durante una visita negli Stati Uniti con una delegazione sovietica della quale faceva parte, avrebbe rivelato che il marito sarebbe morto nel 1967 durante l'addestramento nel corso di un volo spaziale. Altre fonti riportano invece che Tokov sarebbe stato il marito della presunta cosmonauta Ludmilla Serakovna e che i due coniugi avessero volato insieme nello spazio nel 1961, perdendo la vita.
Nel 1999 venne prodotto sulla vicenda un documentario, in cui si raccontava che Il'jušin, lanciato prima di Gagarin, effettuò un atterraggio di emergenza nel territorio della Repubblica Popolare Cinese rimanendo gravemente ferito.

## I presunti cosmonauti deceduti

### Voli suborbitali
- Aleksej Ledovskij (novembre 1957)
- Serenti Šiborin (febbraio 1958)
- Andrej Mitkov (gennaio 1959)

### Voli orbitali
- Gennadij Zavadovskij (maggio 1960)
- Ivan Kačur (settembre 1960)
- Pëtr Dolgov (ottobre 1960)
- Aleksis Gračov (novembre 1960)
- Gennadij Michailov (febbraio 1961)
- Ludmilla Serakovna o Tokova (maggio 1961)
- Aleksis Belokonov (maggio 1962)

### Morti in addestramento
- Nikolaj o Anatolij Tokov
- N.K. Nikitin

## Cronologia di intercettazioni radio di presunti incidenti spaziali
La teoria dei cosmonauti perduti venne alimentata anche da alcune intercettazioni radio captate sui cieli di Torino in date diverse, da due radioamatori italiani, Achille e Giovanni Battista Judica Cordiglia. I due radioamatori durante i primissimi anni della corsa allo spazio, mentre sondavano il cielo con apparecchiature radio intercettarono presunti segnali di cosmonauti perduti in orbita. Parte della stampa e diversi sostenitori ritengono valida la teoria dei cosmonauti perduti grazie alle azioni di intercettazione operate da Torre Bert, il centro operativo dei due fratelli torinesi. Alessandro Bernard, Enrico Cerasuolo e Paolo Ceretto sono gli autori del documentario, I pirati dello spazio, trasmesso su History Channel nel 2007, documentario che tratta in modo approfondito la questione dei fratelli Judica Cordiglia riguardo al mistero dei cosmonauti perduti. 
Il documentario sostiene che lo straordinario successo di ascolto dei satelliti in orbita operato dai due radioamatori torinesi nei primi anni della corsa allo spazio permisero anche di intercettare alcune missioni umane, “comprese alcune missioni in cui alcuni cosmonauti sovietici potrebbero aver perso la vita e sulle quali si mantenne il più assoluto riserbo”. I tragici tentativi di volo spaziale con equipaggio umano captati da Torre Bert, sono, secondo il documentario di History Channel, la prova inconfutabile che prima di Jurij Gagarin l’Unione Sovietica aveva perduto in orbita una serie di cosmonauti che non hanno più potuto fare ritorno sulla Terra.

### 28 novembre 1960
I fratelli Judica Cordiglia affermarono di avere captato un "SOS a tutto il mondo" in segnali Morse, proveniente da un punto fisso del cielo, segnale che diventava sempre più debole come se si allontanasse dal punto di ricezione; essi conclusero che doveva trattarsi di una navicella spaziale con un cosmonauta a bordo. I critici sostengono che la provenienza del segnale da un punto fisso del cielo non fosse compatibile con la percorrenza di un'orbita e pertanto si dovrebbe spiegare con un allontanamento della navicella dalla Terra, ma ciò non è possibile, perché i sovietici all'epoca non avevano la possibilità di lanciare una navicella con uomini a bordo fuori dall'orbita terrestre, dato che il razzo vettore Proton non era ancora disponibile, venne infatti collaudato nel 1965. Risulta invece che in quel periodo i sovietici lanciarono in orbita un satellite, lo Sputnik 6.

### 2 febbraio 1961
I fratelli Judica Cordiglia affermarono anche di avere captato un battito cardiaco e un respiro affannoso provenienti dallo spazio, suono che interpretarono come il rantolo di un cosmonauta morente. Due giorni dopo il segnale venne captato indipendentemente da un altro radioamatore italiano, Mario Del Rosario. Alcuni critici, tra cui lo svedese Sven Grahn, ingegnere ed esperto di comunicazioni radio, sostennero che i dati fisiologici dei cosmonauti sovietici, tra i quali il battito cardiaco, venivano in realtà trasformati in segnali elettrici a onda quadra, inviati a terra per via telemetrica e successivamente decodificati, pertanto non potevano essere sentiti direttamente, ma il suono doveva essere simile al fruscio di un fax o di un modem, con interruzioni ad intervalli regolari. I sovietici comunicarono ufficialmente di avere lanciato in quel periodo un satellite, lo Sputnik 7, ma poi fu rivelato che si trattava in realtà della prima sonda destinata all'esplorazione di Venere, che non riuscì a lasciare l'orbita terrestre a causa di un guasto all'ultimo stadio del razzo vettore.

### 23 maggio 1961
I fratelli Judica Cordiglia affermarono di avere captato dallo spazio la voce di alcuni cosmonauti tra cui una donna, a cui viene attribuito il nome di Ludmilla; quest'ultima affermò di sentire un calore crescente e di vedere una fiamma. Ritennero che la navicella si fosse bruciata durante la fase di rientro nell'atmosfera. Quest'intercettazione ricevette diverse critiche. La presenza di più voci lascerebbe presumere un volo plurimo, ma le capsule sovietiche Vostok allora disponibili non potevano ospitare più di un cosmonauta; inoltre non è possibile che la voce della donna si riferisca alla fase di rientro nell'atmosfera, perché la ionizzazione delle particelle d'aria diffuse intorno alla capsula avrebbe interrotto il contatto radio (black-out) per alcuni minuti. Venne anche rilevato che nel 1961 non vi erano, almeno ufficialmente, ancora donne cosmonaute, essendo state selezionate solo a partire dal 1962.
Segnali radio sulla stessa frequenza vennero captati nello stesso periodo anche dall'Osservatorio di Bochum in Germania, ma il direttore dichiarò che a suo parere provenivano da trasmissioni terrestri. A conferma di questa ipotesi, va detto che nel maggio 1961 non risultavano lanci spaziali sovietici e non è ipotizzabile un lancio "segreto", in quanto, già dal novembre 1960 era operativo il sistema SPADATS (Space Detection and Tracking System) gestito dal NORAD per il tracciamento dei lanci spaziali.

### 15 maggio 1962
In questa data vengono intercettate le voci di due uomini e di una donna impegnati in una disperata conversazione. Anche questo caso presupporrebbe una missione con più cosmonauti a bordo di una capsula, ma come si è detto le capsule multiposto Voschod non erano all'epoca ancora disponibili (lo furono a partire dal 1964). Ufficialmente i sovietici lanciarono in quel periodo lo Sputnik 15.

## Il dibattito

### Argomenti a favore
I proponenti della teoria dei cosmonauti perduti, nata all'inizio degli anni sessanta, ritengono invece che Jurij Gagarin non sia stato il primo uomo ad andare nello spazio, ma piuttosto il primo a ritornarne vivo. Prima di lui sarebbero morti almeno due cosmonauti nel corso di voli spaziali falliti. Secondo la stessa teoria, anche dopo il volo di Gagarin sarebbero morti altri cosmonauti, tra cui almeno una donna. Queste affermazioni sarebbero il frutto indiretto della segretezza che circondava il programma spaziale sovietico trovando terreno fertile nel clima della guerra fredda.
Gli elementi che diedero origine a questa teoria si possono così riassumere:
- informazioni ricevute da occidentali venuti a contatto con persone del blocco sovietico;
- interpretazioni di notizie apparse su giornali sovietici;
- interpretazioni di intercettazioni radiofoniche;
- missioni spaziali dichiarate senza equipaggio ritenute invece con equipaggio umano.

### Argomenti contro
Già nel 1963 sir Bernard Lovell, direttore del radiotelescopio britannico di Jodrell Bank, osservatorio che era in grado di captare i segnali di satelliti e capsule spaziali, dichiarò categoricamente che "non vi erano ragioni per credere che fossero stati voli spaziali umani tentati senza successo dall'URSS".
Nel 1986, grazie alla glasnost, gli stessi sovietici rivelarono notizie prima sconosciute, notizie che consentirono di fare nuova luce sul loro programma spaziale. La notizia più clamorosa fu quella della morte di Valentin Bondarenko, un cosmonauta fino ad allora sconosciuto in occidente, morto nel 1961 in un incidente durante un addestramento. Fu rivelato anche che alcune persone ebbero relazione con il programma spaziale e morirono in servizio, ma non erano cosmonauti. In particolare, esisteva un gruppo di piloti militari che effettuavano test per il programma spaziale ma non facevano parte del corpo dei cosmonauti; tra questi vi fu anche Pëtr Dolgov, ritenuto tra i cosmonauti perduti, ma non morì nello spazio, ma in un lancio ad alta quota con il paracadute, effettuato nel 1962. Anche Nikolaj Nikitin, presunto cosmonauta morto in addestramento, era in realtà un ufficiale dei paracadutisti addetto alla preparazione dei cosmonauti e morì nel 1963 durante un lancio con il paracadute. Fonti russe riferiscono che anche Ledovskij, Šiborin e Mitkov, ritenuti cosmonauti morti in voli suborbitali, facevano parte di questo gruppo di piloti collaudatori, ma non erano cosmonauti. Si è appreso anche che le foto di persone in tuta spaziale apparse sui giornali sovietici e attribuite a cosmonauti perduti si riferivano invece a tecnici, come Belokionov, incaricati di provare le tute. Altre notizie riguardarono l'esclusione di alcuni cosmonauti dal programma spaziale per ragioni mediche, come Valentin Varlamov o disciplinari, come Grigorij Neljubov; questi vennero anche cancellati dalle foto di gruppo dei cosmonauti.
Dopo il dissolvimento dell'Unione Sovietica, avvenuto nel 1991, gli archivi del programma spaziale vennero aperti al pubblico e gli storici dell'astronautica vennero a conoscenza di tanti retroscena e fallimenti prima tenuti nascosti. Sono emerse le storie della catastrofe di Nedelin e delle esplosioni avvenute durante la sperimentazione del razzo N1, progettato per portare due cosmonauti sulla Luna. Si apprese di missioni spaziali abortite nella fase di lancio, come la Sojuz 18-1, durante la quale i cosmonauti fortunatamente si salvarono.
Tra tutta la massa di documenti ed informazioni tratta dagli archivi sovietici non emerse alcuna prova che confermi l'esistenza di voli spaziali segreti durante i quali persero la vita dei cosmonauti. Le ricostruzioni storiche del programma spaziale sovietico effettuate da esperti come il professor Asif Siddiqi e l'ex ingegnere della NASA James Oberg sulla base dei documenti oggi disponibili, escludono che tali missioni spaziali abbiano avuto luogo.
Per quanto riguarda le intercettazioni radio dei fratelli Judica Cordiglia, Sven Grahn ha ipotizzato che in alcuni casi avrebbero potuto essere state trasmissioni terra-terra o trasmissioni da aerei in volo. Inoltre, esperti di dinamica del volo orbitale hanno fatto notare che in alcuni casi i tempi di intercettazione non corrispondono ai tempi di transito sulla stazione di ascolto secondo i calcoli effettuati in base alla dinamica orbitale.
Quanto alla vicenda di Vladimir Il'jušin, James Oberg ha fatto notare che non sono stati trovati documenti, come fotografie scattate durante l'addestramento, che dimostrino la sua appartenenza al corpo dei cosmonauti. Inoltre l'interessato venne intervistato dopo il dissolvimento dell'Unione Sovietica, ma non confermò la vicenda.

## Leggende metropolitane e storie inventate
Tra gli anni settanta e gli anni novanta nacquero alcune leggende metropolitane e storie inventate su vari cosmonauti fantasma.

### Ivan Istočnikov
Secondo una leggenda metropolitana, questo cosmonauta fu lanciato nello spazio a bordo della Sojuz 2, navicella che avrebbe dovuto agganciarsi alla Sojuz 3, ma scomparve il 26 ottobre 1968 e il suo casco fu trovato colpito da un micrometeorite. Le autorità sovietiche avrebbero nascosto la sua morte e dichiarato che la capsula era priva di equipaggio. In realtà Ivan Istočnikov fu creato nel 1997 dal fotografo spagnolo Joan Fontcuberta con l'obiettivo di presentarlo ad un'esposizione del Museo Nazionale di Arte della Catalogna; il nome del cosmonauta era in realtà la traduzione in russo del nome e del cognome del fotografo, che in italiano significa "Giovanni Fontecoperta".

### Boris 504
Nel 1999 l'analista politico Dwayne Allen Day pubblicò un articolo satirico su uno scimpanzé, chiamato Boris 504, allunato con la sonda sovietica Luna 15, sopravvissuto per qualche tempo sulla Luna. L'articolo, in realtà una parodia della propaganda sovietica dell'epoca, fu ritenuto vero da alcuni mezzi di comunicazione.

### Porfirij Ėbenov
Secondo una leggenda metropolitana nata a Mosca, gli astronauti dell'Apollo 11 subirono un guasto ai motori del Modulo Lunare. Un cosmonauta russo precedentemente atterrato e bloccato sulla Luna li aiutò a riparare il guasto e a ripartire. Il carattere umoristico della storia è evidente se si pensa che in russo Ėbenov significa "fottuto".

### Nano del KGB
La sonda Luna 17 sbarcò sulla Luna un veicolo automatico semovente, il Lunochod 1. Alcuni cittadini sovietici, scettici sulla possibilità che un veicolo del genere potesse circolare sulla Luna, misero in giro la voce che esso fosse in realtà pilotato da un agente nano del KGB, il servizio segreto sovietico, imbarcatosi in una missione suicida. In realtà né sulla sonda né sul veicolo c'era posto per sufficienti provviste di aria, acqua e cibo che avrebbero dovuto tenere in vita un cosmonauta per alcuni mesi.

### Andrej Mikojan
Nel 2000 all'Agenzia Spaziale Europea circolò una storia su due cosmonauti sovietici che nel luglio del 1969 tentarono di raggiungere la Luna prima degli statunitensi, ma non ci riuscirono a causa di un'avaria; uno dei due membri dell'equipaggio si chiamava Andrej Mikojan. In realtà la storia si basa su un episodio della serie televisiva americana The Cape, in cui uno Space Shuttle statunitense incontra una navicella spaziale sovietica alla deriva, risultata essere una missione umana inviata 30 anni prima sulla Luna per anticipare L'Apollo 11.

### Igor' Fedrov
Nel 1998 circolò negli Stati Uniti una leggenda metropolitana secondo la quale, durante il dissolvimento dell'Unione Sovietica avvenuto nel 1991, un cosmonauta, Igor' Fedrov, venne abbandonato sulla stazione spaziale Mir. Il cosmonauta tentò un rientro di fortuna sulla Terra, ma morì nel tentativo.

## Cosmonauti ed astronauti fantasma autentici
Si tratta di cosmonauti e astronauti meccanici usati per collaudare i sistemi delle capsule spaziali o per effettuare esperimenti scientifici.

### Ivan Ivanovič
È il nome dato ad un manichino usato nello Sputnik 9 e nello Sputnik 10 lanciati nel marzo 1961 per collaudare i sistemi della navicella spaziale Vostok in vista del primo volo spaziale umano. In entrambi i voli il manichino venne inviato nello spazio insieme ad un cane, ma fu espulso con il seggiolino eiettabile prima che la Vostok toccasse terra. Per evitare che qualcuno lo scambiasse per un cosmonauta morto portava ben visibile la scritta "manichino".

### FM-2
Fu un manichino usato nell'agosto del 1969 a bordo della sonda Zond 7 per studiare gli effetti del volo verso la Luna su un organismo umano. Lo stesso manichino fu poi usato nell'ottobre del 1970 a bordo del satellite Cosmos 368.

### Simulatore di equipaggio USA
Anche la NASA utilizzò un simulatore di equipaggio, inviato nello spazio con la Mercury-Atlas 4 per provare i sistemi della capsula Mercury prima del volo orbitale di John Glenn. Il simulatore era composto da un manichino in grado di simulare il respiro e di generare calore (per provare i sistemi di regolazione della temperatura), due nastri di registrazioni di voci (per provare le trasmissioni via radio) e strumenti vari per misurare il livello di rumore, vibrazioni e radiazioni.